# نواره نجم
نواره نجم (عربی: نوارة نجم؛ زادهٔ ۸ اکتبر ۱۹۷۳) روزنامه‌نگار، وبلاگ‌نویس و فعال اجتماعی اهل مصر است. او دختر شاعر سرشناس مصری احمد فؤاد نجم است.
او اولین کتاب خود را در سال ۲۰۰۹ منتشر کرد.